# Josette Hébert-Coëffin
Josette Hébert-Coëffin née le 16 décembre 1907 à Rouen et morte le 3 juin 1973 à Neuilly-sur-Seine est une sculptrice et médailleuse française.
Elle est la première lauréate de la fondation John-Simon-Guggenheim à New York en 1937.

## Biographie
Josette Hébert-Coëffin est élève de Richard Dufour, Robert Wlérick, Charles Despiau et Maurice Gensoli. Elle suit des études à l'école des beaux-arts de Rouen sous la direction de Victorien Lelong, où elle obtient un premier prix de sculpture et d'architecture en 1922. Quelques années plus tard, elle entre à l'atelier d'Alphonse Guilloux. Elle expose deux bustes, Beethoven et Résignation, au Salon des artistes français de 1927. Elle est la première lauréate de la fondation John-Simon-Guggenheim à New York en 1937. La même année, elle crée des modèles pour la manufacture nationale de Sèvres. Elle obtient une médaille d'or à l'Exposition universelle de 1937 ainsi qu'une médaille d'or de la Société d'encouragement pour l'industrie.
Elle demeure à Mont-Saint-Aignan dans les années 1930.
Elle est élue membre correspondante de l’Académie des sciences, belles-lettres et arts de Rouen le 24 juin 1938 et est la troisième femme à y être admise après Colette Yver et Louise Lefrançois-Pillion. En 1935, elle fait don de sa Tête d’enfant (terre cuite) à l’Académie de Rouen.
Josette Hébert-Coëffin est inhumée au cimetière Saint-Germain de Pont-Audemer, aux côtés de son mari Charles Coeffin, industriel et aviateur, dans une tombe ornée d'un grand-duc, sa dernière œuvre inachevée.

### Sculpteur de la manufacture nationale de Sèvres, 1938-1947
La totalité des œuvres de Josette Hébert-Coëffin furent détruites lors des bombardements qui a trois reprises dévastèrent la manufacture nationale de Sèvres le 3 mars 1942. Durement éprouvée, l'artiste reprit son travail sous la direction artistique de Maurice Gensoli. Elle s'amusait parfois à rappeler que son appartenance à Sèvres lui conférait, en vertu de la réglementation de cette manufacture qui remonte à 1758, le droit de porter l'épée. À partir de cette époque, elle fut fréquemment inspirée par la faune et se révéla animalière de talent. Sa notoriété grandit. Elle réalisa bientôt La Biche et son faon pour le président Vincent Auriol. Les longues séances au jardin des Plantes de Paris dans l'intimité des bêtes lui ont appris à connaître le caractère particulier des animaux.
Un autre fruit de son séjour à Sèvres a été le développement de ses compétences dans l'art de la chamotte (grès chamotté) depuis 1937. Elle était à la recherche d'un matériau adapté pour représenter des poils de chèvre, des calaos, des kiwis et d'autres plumes, et la chamotte était le choix idéal. Après avoir mis au point cette technique, Josette a créé de grandes figures plus vraies que nature, comme la tête d'un sanglier et un coq.

### Médailleuse à la Monnaie de Paris
Elle travailla à la Monnaie de Paris où elle développa son goût et sa technique de graveur et de médailleuse. Le revers de ses médailles n'était jamais seulement décoratif, il ajoutait un complément au sujet principal, parfaisant l'œuvre, selon une inspiration délicate. Josette Hébert-Coëffin réalisa près de 300 médailles. Parmi celles-ci, on retiendra notamment celle du président René Coty, qui fit d’elle la première femme, depuis l’époque de François 1er, à qui l’on eut commandé la gravure de l’effigie du chef de l’État. Charles de Gaulle fut le second président de la République à être médaillé par elle pendant son mandat. Il fallut de nombreuses séances de poses du général de Gaulle la plupart du temps à son insu. Une fois terminée, le général lui dit à propos de sa médaille : « Quant au dernier de vos modèles, vous comprendrez que je ne vous en parle pas… Votre médaille dépasse les quelques médailles faites, jusqu’ici, sur De Gaulle ». Elle réalisa aussi en 1961, un buste du président Albert Lebrun pour l'Ecole des mines de Paris.
Elle créa également la médaille des Jeux olympiques d'hiver de 1968 qu’elle présenta personnellement au général de Gaulle le 6 janvier 1968. Cette médaille était la 161e de sa création. Les athlètes sélectionnés pour représenter leur pays la reçurent à la fin des olympiades en souvenir de leur participation.
Jean Cocteau, pour sa médaille, ne voulut pas d’autre médailleur que Josette Hébert-Coëffin, tant il avait aimé les dessins de chats qu’elle avait exposés. À propos de chats, elle illustra l’ouvrage Chats des villes et chants des chats par Yahne Lambray et Renée Herrmann.

## Œuvres

### Sculpture
- Jean Tambareau, buste en bronze[3]
- Henri Gadeau de Kerville, 1936, buste en bronze, Muséum d'histoire naturelle de Rouen[8].
- Vierge à l'Enfant, dite Madone, statuette, Lacalm, église Sainte-Foy.
- Un bas-relief du thème central du blason héraldique de Rouen, 1947, hôtel des Postes, rue Jeanne-d'Arc[9]
- Notre-Dame de la Prudence, 1958, statue, au bord de la route nationale 13 à Pacy-sur-Eure[10].
- Saint Vincent de Paul, bas-relief, Écouis, collégiale Notre-Dame.
- Monument à Tristan Bernard, humoriste mort en 1947, Paris, place Tristan-Bernard.
- René Tamarelle, médaillon en bronze, square René-Tamarelle à Bihorel.
- Stèle à Guillaume le Conquérant à Saint-Valery-sur-Somme.
- Buste du président de la République Albert Lebrun (1871-1950), 1960, Ecole des mines de Paris
- Monument à Mora, 1966, plaque en bronze, commémorant la construction du navire amiral de Guillaume le Conquérant, à Barfleur.
- La Biche et son faon pour le président Vincent Auriol.

### Médaille
- Le Pont Saint-Jean (Bordeaux), inauguration le 4 avril 1965, bronze. Autre version en bronze argenté.
- République française. Ministère du travail. Caisse nationale de prévoyance, 1975, bronze.
- Sud-Ouest, bronze.
- Marie Curie (1867-1934), 1967, bronze, Monnaie de Paris.
- Xe Jeux olympiques d'hiver de 1968, Grenoble, bronze.
- Jeanne d'Arc (1431-1456), 1971, bronze, Monnaie de Paris.
- Philippe Boiry (1927-2014), 1965, prince d'Araucanie et de Patagonie.
- Doyen Denis Leroy, Rennes, 1973.
- Médaille du Mémorial de la déportation du camp de concentration de Natzwiller-Struthof.

## Expositions
- 1927-1939 : Salon des artistes rouennais.
- 1927 : Salon des artistes français, deux bustes, Beethoven et Résignation.
- 1931 : Salon des artistes français, médaille de bronze (sculpture) de la Société des artistes français.
- 1933 : Salon d'automne[Note 2].
- 1935 : Salon des Indépendants, le conseil général de la Seine fait l'acquisition d’une œuvre exposée.
- 1936 :
  - Salon des Indépendants : Un moineau, volé lors du Salon ;
  - Salon des arts ménagers : Le Toucan ;
  - Salon d’automne : Oiseaux ;
  - exposition des Seize, Rouen : acquisition du ministère de l'Air de la maquette du Monument à l'Aviation.
- 1938 :
  - exposition « Art abstrait et inobjectif » à la galerie L’Équipe, 8, boulevard du Montparnasse à Paris, qui réunissait quatre peintres et de deux sculpteurs ;
  - exposition du « 33e groupe des Artistes de ce temps », Paris, Petit Palais, novembre 1938[Note 3] ;
  - Salon des Tuileries (jusqu'en 1953).
- 1939 : exposition « Non-Objective Painting collection » (1er juin 1939), New York, musée Solomon R. Guggenheim : deux œuvres de l'artiste, huile sur papier, sous les appellations no 7 et no 8 (numéros 219 et 220 du catalogue de l'exposition).
- 1940 : exposition « Ten American Non-objective Painters », du 14 novembre au 31 décembre 1940, New York, musée Solomon R. Guggenheim[11].
- 1940 : Salon d'automne au palais de Chaillot à Paris.
- 1943 : Salon des provinces françaises, Rouen.
- 1957 : exposition « Médailles françaises modernes », Musée d'Histoire de l'art de Vienne (Autriche).
- 2019 : exposition « Sculptures of Les Animaliers 1900–1950 », Sladmore Gallery, Londres.

## Récompenses
- Médaille de bronze (sculpture) au Salon des artistes français de 1931.
- Lauréate du prix Bouctot, Académie des sciences, belles-lettres et arts de Rouen, section des beaux-arts, 1934.
- Plaquette argentée du 21e concours annuel organisé par la Société d'encouragement à l'art et à l'industrie à l'occasion de l'exposition l'invitation au voyage au palais Galliera (la plaquette d'honneur revint à Louis Vuitton), 1936.
- Médaille d'or à l'Exposition universelle de 1937 à Paris.
- Première lauréate de la Fondation John-Simon-Guggenheim à New York en 1937.
- Membre de l’Académie des sciences, belles-lettres et arts de Rouen, élue le 24 juin 1938.

## Distinctions
- Officier de la Légion d'honneur.
- Chevalier de l'ordre national du Mérite.
- Chevalier de l'ordre des Arts et des Lettres.
- Chevalier de l'ordre du Mérite culturel (Monaco).

## Œuvres dans les collections publiques

### Brésil
- Brasilia, ambassade de France au Brésil : Vase orné de tête de bélier.

### États-Unis
- New York, Musée Solomon R. Guggenheim :
  - no 7, 1939, huile sur papier ;
  - no 8, 1939, huile sur papier[12].
- Washington, National Gallery of Art, Médaille Jean Cocteau, 1951[13].

### France
- Barentin :
  - rue du Général-Giraud :

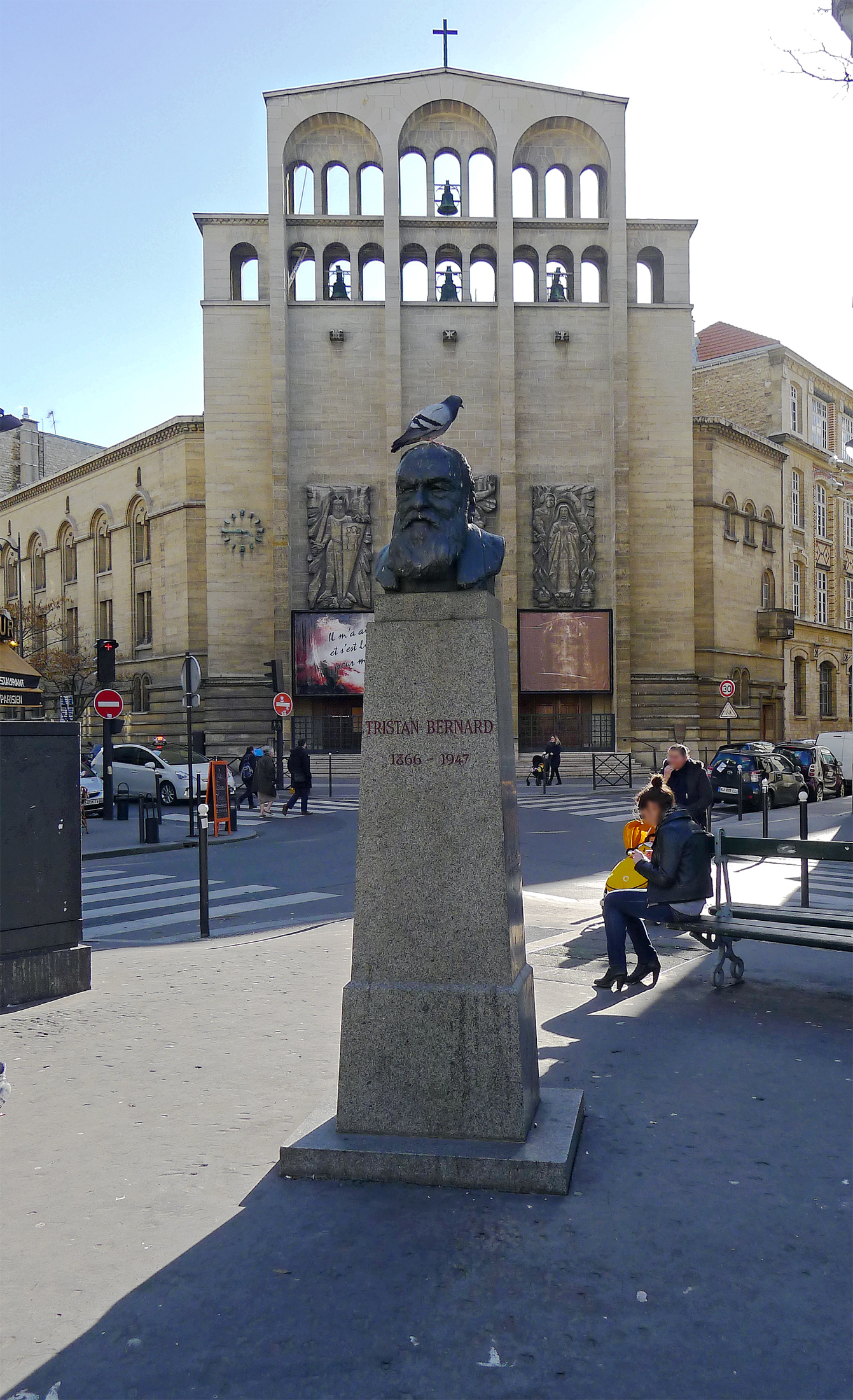
Monument à Tristan Bernard, Paris, place Tristan-Bernard.

    - Monument à Louis Ricard, 1957, avocat et un homme politique français, buste ;
    - Monument au général Giraud', 1954, plaque en bronze.

  - rue Pierre-et-Marie-Curie : Le Coq.
  - square Franklin-Roosevelt : Le Grand-Duc, acquis en 1951.
- Barfleur : Mémorial du Mora[14], 1966, médaillon de bronze scellé sur un rocher à l’entrée du port pour le 900e anniversaire de la conquête normande de l'Angleterre.
- Eu, musée Louis-Philippe : Médaille Jeanne d'Arc.
- Nice, musée national du Sport : Médaille des Jeux olympiques d'hiver de 1968 Grenoble[15].
- Pacy-sur-Eure, route nationale 13 reliant Paris à Deauville : Notre-Dame de la Prudence, hauteur 4 m. Commande du chanoine doyen de Pacy-sur-Eure en 1958.
- Palaiseau, musée de l’École polytechnique : Buste d'Étienne Louis Malus, physicien, plâtre[16].
- Paris :
  - Comédie-Française, foyer du public : Buste de Tristan Bernard, commandé par la Comédie-Française et offert par la famille de l'écrivain.
  - École des mines de Paris : Albert Lebrun, major de la promotion 1893, président de la République, 1960.
  - jardins des Champs-Élysées, au sein du square Jean-Perrin, devant le Grand Palais : Monument à Jean Perrin, bronze.
  - Monnaie de Paris : médailles.
  - musée Carnavalet, Médaille du Paquebot "France", 1962[17].
  - musée Hébert :
    - Napoléon III : étude pour l'allégorie de la France, dessin au fusain ;
    - Ophélie aux bleuets, peinture[18].

  - musée national d'Art moderne : Macareux, sculpture.
  - place Tristan-Bernard, Monument à Tristan Bernard, buste en bronze.
- Rambouillet, château de Rambouillet.
- Rouen
  - musée des Beaux-Arts, Biche et son faon, bronze.
  - Muséum d'histoire naturelle : Buste d’Henri Gadeau de Kerville, 1936, bronze.
  - place du Général-de-Gaulle, Monument au général de Gaulle, bronze.
  - Cour d'appel, salle des Pas perdus : Louis Ricard, buste.
- Sèvres, musée national de Céramique : Les Toucans, 1935.

### Italie
- Rome, villa Médicis.

### Royaume-Uni
- Londres, British Museum : Médaille des Jeux olympiques d'hiver de 1968 Grenoble [19].